# Randal Cremer
William Randal Cremer, född 18 mars 1828 i Fareham, död 22 juli 1908 i London, var en brittisk arbetarledare och pacifist. År 1903 erhöll han Nobels fredspris.
Cremer var ursprungligen arbetare. Han blev redan i 20-årsåldern en av de ledande inom brittisk fackföreningsrörelse och var en tid brittisk sekreterare i Internationalen. På grund av sin liberala uppfattning ansåg han sig hindrad att kvarstå och ägnade sig från 1870-talet helt åt fredsrörelsen. Under fransk-tyska kriget bildade Cremer en arbetarorganisation för att hålla Storbritannien utanför kriget - ur denna organisation utvecklade sig 1871 Workmen's peace association, vars sekreterare Cremer var fram till sin död. Cremer tillhörde underhuset 1884–95 och 1900–08.